# Passage des Gravilliers
Passage des Gravilliers je ulice v Paříži v historické čtvrti Marais. Nachází se ve 3. obvodu. Její název odkazuje na přilehlou Rue des Gravilliers.

## Poloha
Ulice vede od domu č. 10 na Rue Chapon a končí u domu č. 19 na Rue des Gravilliers.